# Титлис
Титлис (нем. Titlis) — гора-трёхтысячник в Центральной Швейцарии, горный курорт и популярное место отдыха любителей зимних видов спорта.

## География
Гора Титлис является частью хребта Урненские Альпы и находится на границе кантонов Берн и Обвальден, между коммуной Энгельберг на севере и долиной Гадмен на юге. Высота её составляет 3238 метров. Титлис является самой высокой вершиной на горном участке длиной в 20 километров. Южные и восточные её склоны почти отвесны, на западе гору связывает узкий гребень с остальной грядой, и лишь в северном направлении, к Энгельбергу, склоны Титлиса пологи и образуют две переходящие друг в друга террасы. Наиболее удобные участки для занятия лыжным и санным спортом находятся на территории кантона Нидвальден у подножия Титлиса. Здесь же зимой останавливается и большая часть туристов. С 1913 года коммуну Энгельберг и гору Титлис соединяет подвесная канатная дорога. В 1967 году была открыта канатная дорога и к вершине Кляйн-Титлис (высота 3020 метров). Наиболее удобным способом достичь этот регион является линия железной дороги, отходящая от Люцерна в направлении Штанса.
Вершину горы Титлис покрывает ледник площадью в 1,2 км². Вследствие происходящих в последние десятилетия климатических изменений (глобальное потепление), его снежный покров постоянно уменьшается.

## История
Согласно некоторым сведениям, первым человеком, взошедшим на вершину Титлиса, был некий монах из Энгельбергского монастыря (в 1739 году). Согласно другим источникам, впервые гора была покорена командой из четырёх горных туристов в 1744 году. В январе 1904 года жители Энгельберга Йозеф Кустер и Вилли Амрейн впервые поднялись на гору на лыжах.
В декабре 2012 года на горе Титлис, на высоте в 3041 метр был открыт висячий мост длиной в 100 метров — самый высокий в Европе (Titlis Cliff Walk). Мост проложен над пропастью глубиной в 500 метров. Один его конец выходит к станции канатной линии Ice-Flyer, к другому ведёт прорубленный в леднике 140-метровый проход с южной стороны горы.

## Галерея

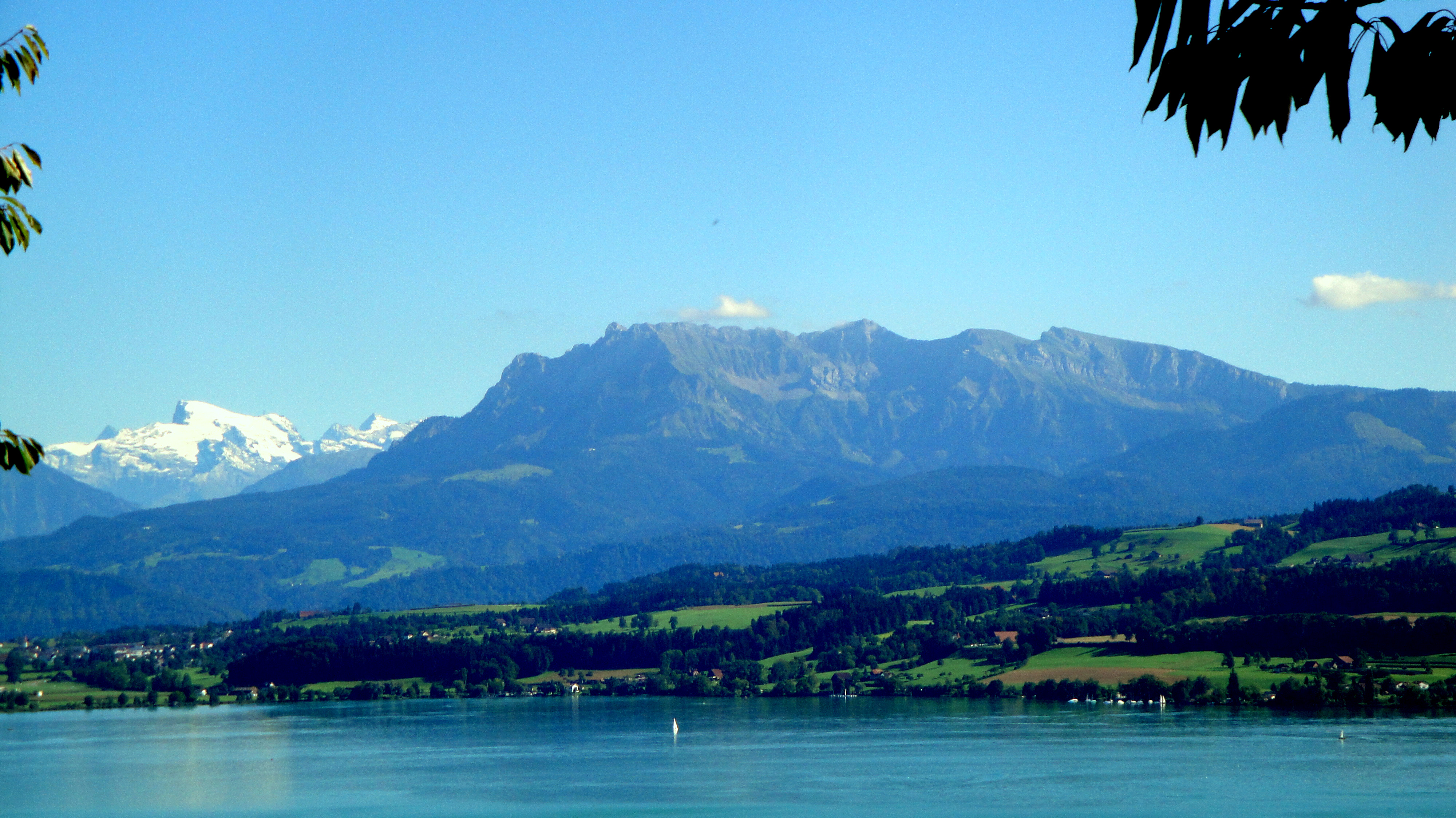
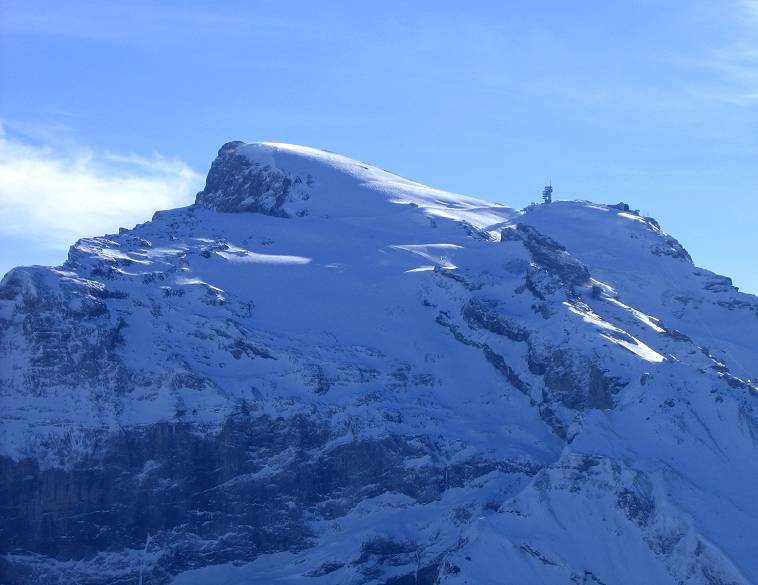
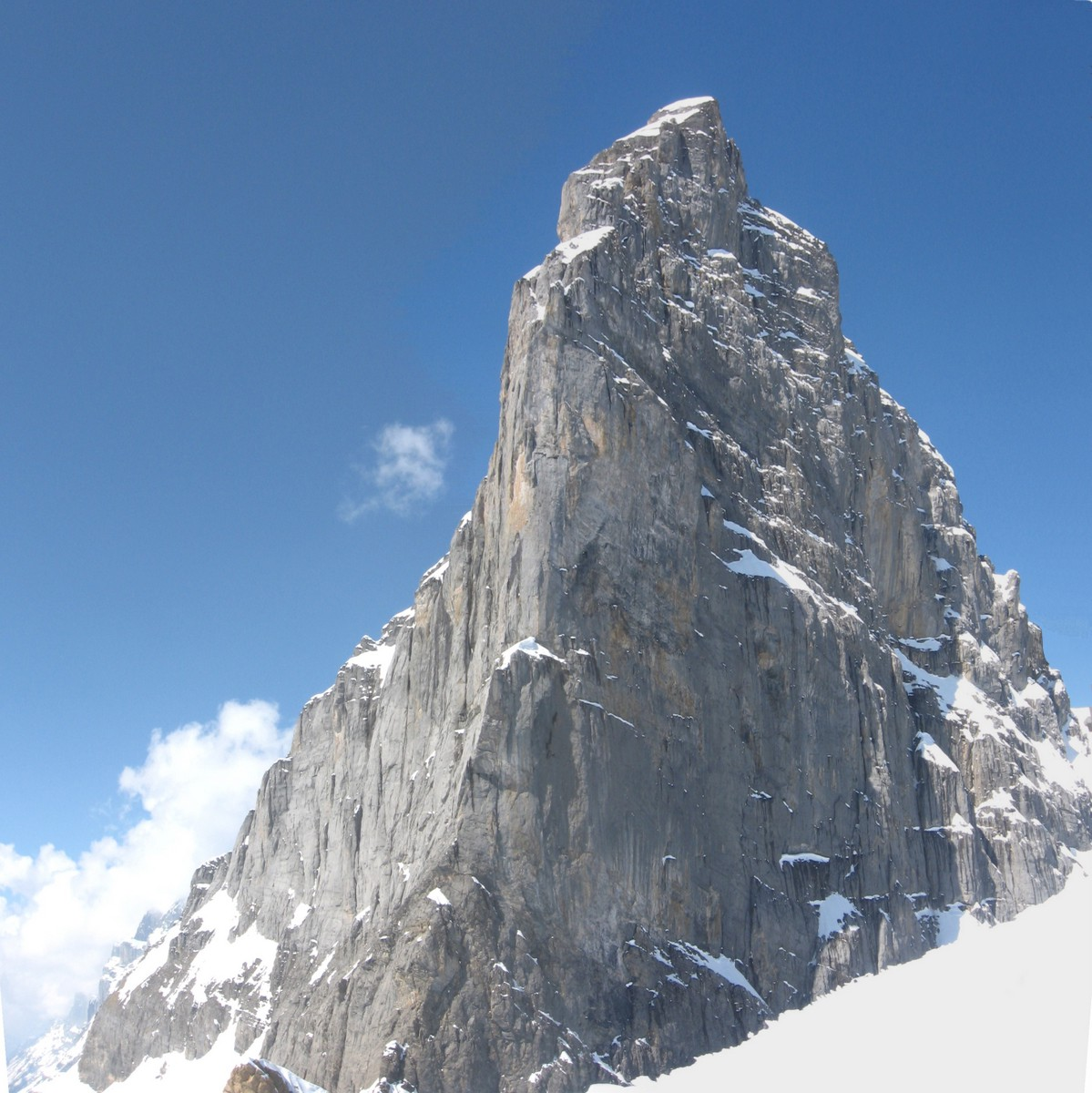
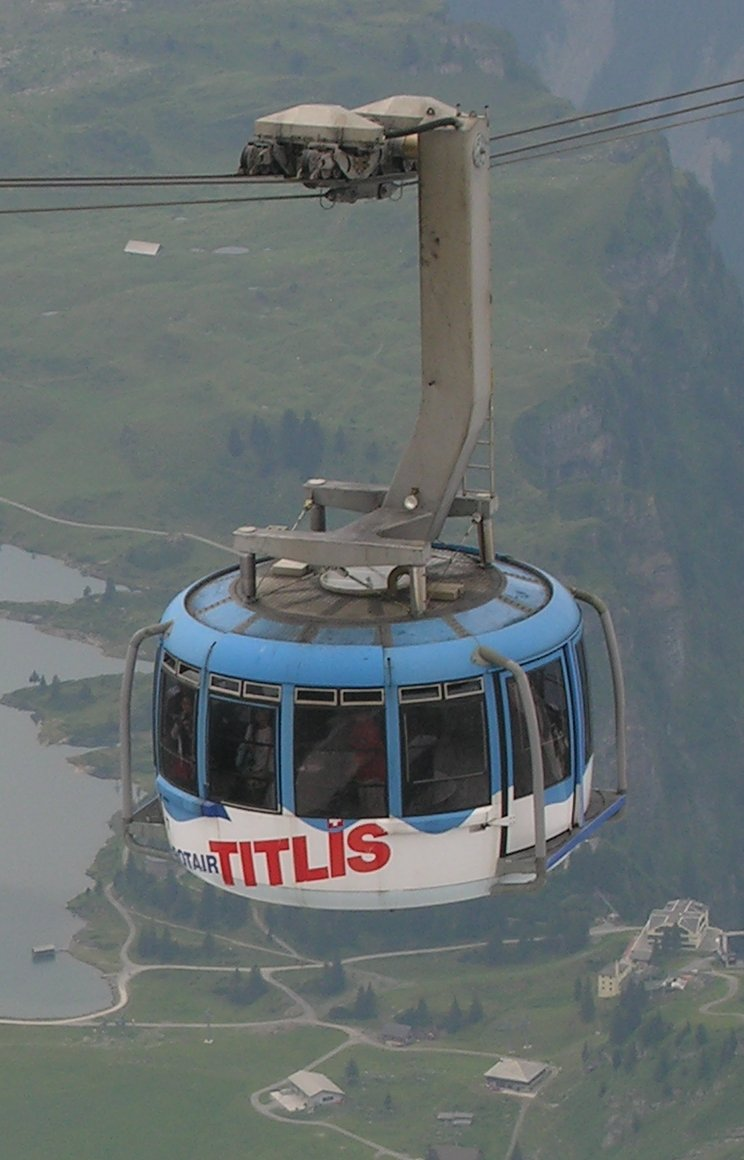